# غستاف دوكا
غستاف دوگا (بالفرنسية: Gustave Dugat)‏ Gustave Dugat (1240 - 1311 ه‍ـ / 1824 - 1894 م) هو مستشرق فرنسي.
من آثاره كتاب في « تاريخ فلاسفة المسلمين وفقهائهم » وترجم عن العربية « تنبيه الغافل » للأمير عبد القادر الجزائري.